# Ontwikkelgesprek
Een ontwikkelgesprek is een gesprek tussen leidinggevende en medewerker, waarbij de ontwikkelwensen van de medewerker centraal staan. Het gesprek is meestal onderdeel van de performance cyclus van de organisatie. Andere benamingen voor het ontwikkelgesprek zijn: 
- Planningsgesprek
- Toekomstgesprek
- POP-gesprek of Persoonlijk Ontwikkel Plan gesprek
- Voortgangsgesprek

## Definitie
Een gesprek waarin manager en medewerker bepreken wat de medewerker als persoonlijke doelen heeft en wat zijn of haar ontwikkelbehoefte is om deze doelen te bereiken, binnen het kader van de ontwikkelnoodzaak en organisatiedoelstellingen. Deze ontwikkelbehoefte wordt vaak vertaald in leerdoelen.

## Performance Cyclus
Het ontwikkelgesprek is vaak een verplicht gesprek binnen een organisatie, omdat het onderdeel is van de performance cyclus. Een voorbeeld van een gehanteerde volgorde is daarbij: 
1. Planningsgesprek
2. Ontwikkelgesprek
3. Functioneringsgesprek
4. Beoordelingsgesprek